# Zakrzów (Wrocław)

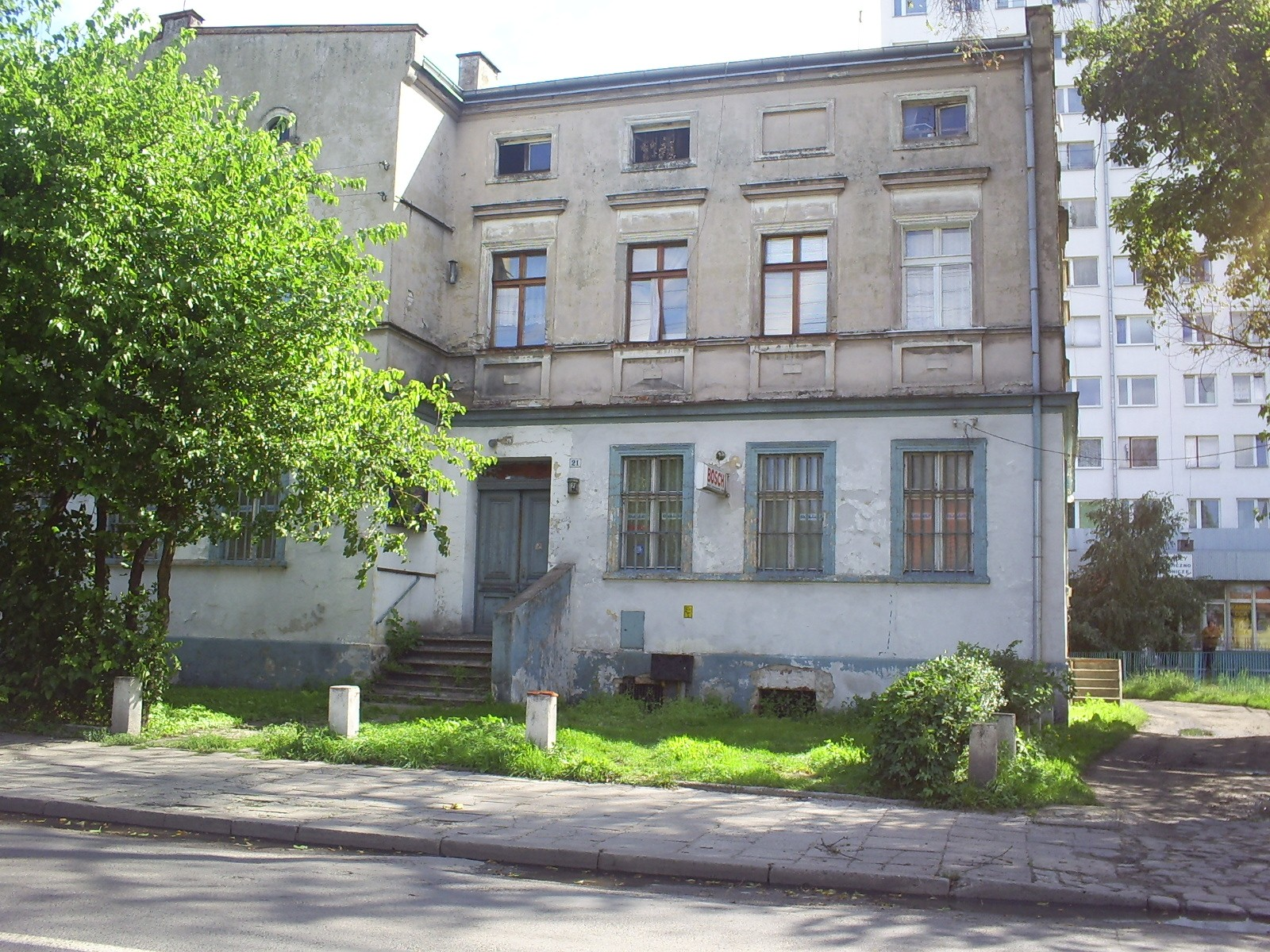
W czasach głębokiego PRL-u budynek MO później sklep spożywczy, obecnie hurtownia sprzętu AGD Polaru (ul. gen. L. Okulickiego)

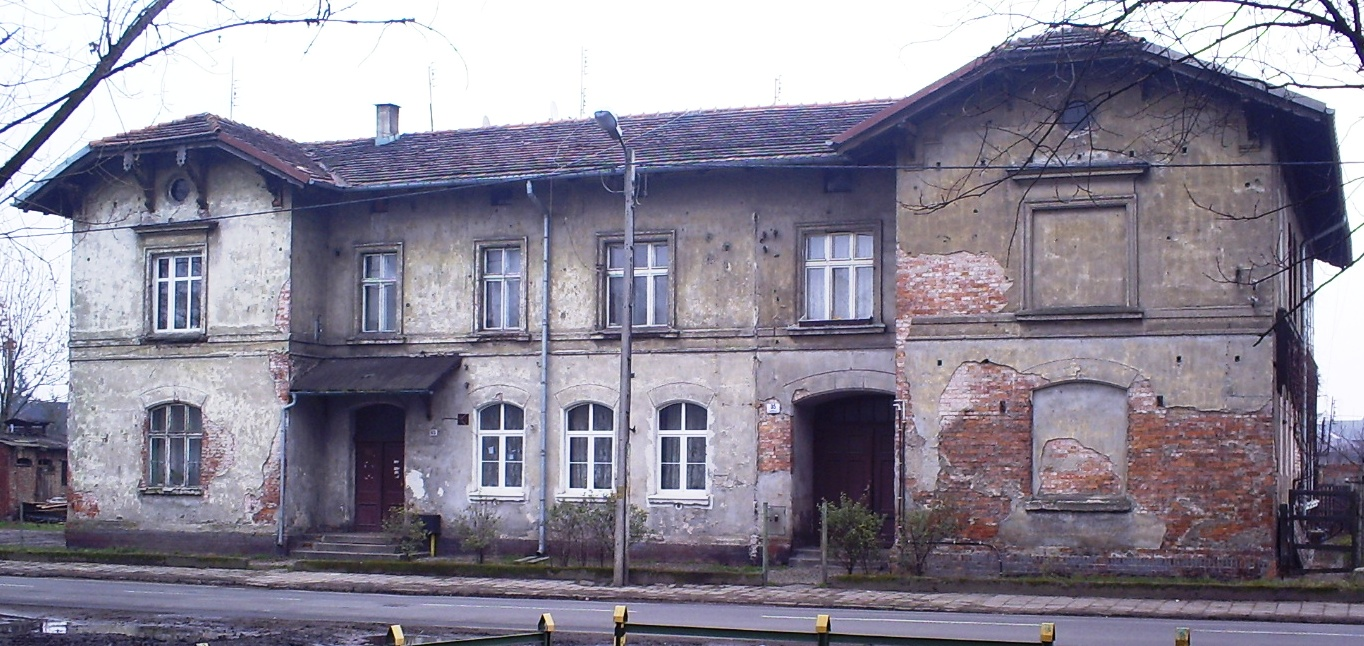
W latach 1945–1951 budynek Urzędu Gminy Zakrzów i siedziba wójta gminy, w skład Gminy Zakrzów wchodziły następujące wioski Zakrzów, Zgorzelisko, Wilczyce, Kiełczów, Kiełczówek, Domaszczyn, Szczodre, Mirków i Długołęka.

Zakrzów – część wrocławskiego osiedla Psie Pole-Zawidawie, na terenach byłej dzielnicy Psie Pole, na północno-wschodnim krańcu Wrocławia na wschód od rzeki Dobrej i na północny wschód od Pawłowic. Na północnym krańcu osiedla znajduje się Las Zakrzowski. Nazwa Zakrzów pochodzi od topograficznego terminu, oznaczającego niegdyś miejsce za krzami (krzakami). Dawna nazwa niemiecka to Sacrau (zależnie od pisowni, także Sackrau oraz Sakrau).

## Historia powstania osady
Wykopaliska dokonane w 2008 na terenie Zakrzowa i w jego najbliższym sąsiedztwie (między wsiami Ramiszów, Łozina i rzeką Widawą) wskazują na osadnictwo w tym miejscu już w IV wieku p.n.e. Wcześniejsze znaleziska, z 1 kwietnia 1886 roku, kiedy na terenie lokalnej piaskowni robotnicy przypadkowo natrafili na trzy grobowce nazwane książęcymi, potwierdzały, że tereny te zamieszkiwane były też na początku IV w. n.e. Znalezisko to określa się dziś mianem „skarbu zakrzowskiego”.
Udokumentowane początki istnienia osady sięgają XIII wieku: najstarszy przekaz źródłowy o wsi pochodzi z 1253, z dokumentu, którym papież Innocenty IV zatwierdza klasztorowi premonstratensów św. Wincentego na Ołbinie szereg posiadłości podwrocławskich, w tym także Zakrzów. Wymieniony wówczas jako Zakrou (w 1302 – Zakrow).
Osada była własnością klasztoru św. Wincentego do początku XIX w. Mieszkańcy zajmowali się głównie działalnością rolniczą. Sytuacja zaczęła się zmieniać po przeprowadzonej w 1810 r. sekularyzacji zakonów. Pierwszym świeckim właścicielem poklasztornego majątku był Hugo von Haugwitz. Do miejscowości napłynęli przedsiębiorcy i rzemieślnicy, co przyczyniło się do rozwoju okolicy. Do 1845 we wsi powstał browar, gorzelnia, dwie gospody, młyn wodny i papierniczy (późniejsza Papierfabrik Sacrau) oraz kuźnia. 40 domów oraz folwark zamieszkiwało 249 osób, w tym 7 rzemieślników i 9 przekupni.
14 lutego 1874 utworzono Amtsbezirks Sacrau  dystrykt – powiat Zakrzów obejmujący wieś Zakrzów i majątki ziemskie Psie Pole i Zakrzów. Administratorem nowo utworzonego powiatu zostaje fabrykant Max Bock  3 grudnia 1880 wybrany na kolejne 6 lat.
1 listopada 1886 roku nastąpiło otwarcie linii kolejowej z Psiego Pola do Brochocina Trzebnickiego, która przebiegała przez Zakrzów. Docelowo miała to być część planowanej przez Towarzystwo Kolei Prawego Brzegu Odry linii, biegnącej aż do Szczecina, ale skończyło się na odcinku do Trzebnicy. Niemniej fakt ten przyczynił się do rozwoju wsi, gdyż zyskała ona dobre połączenie z Wrocławiem, a w okolicy zaczęły powstawać warsztaty kowalskie i odlewnicze oraz związane z przemysłem metalowym.

### Zakrzów w latach II wojny światowej
W czasie II wojny światowej na terenie Zakrzowa istniał fabryczny obóz pracy przymusowej, w którym przebywało ok. 200 osób, w tym 100 Polaków.
Pod koniec wojny najbardziej zaciekłe walki na tym terenie rozpoczęły się 10 lutego 1945. Wtedy to Rosjanie przeniknęli na teren fabryki papieru (dzisiejszy Polar) i stamtąd atakowali tamtejsze osiedle (Feierabendsiedlung – „Osiedle po pracy”, osiedle domków jednorodzinnych w okolicy dzisiejszej ulicy Kopańskiego), zagrażając jednocześnie położonej w pobliżu stacji kolejowej Psie Pole. Osiedla bronił batalion Tenschert, który jednak nie był w stanie poradzić sobie z rosnącym naporem Armii Czerwonej. Z pomocą przyszedł batalion Günther, który zasilił pułk majora Mohra broniący okolicy. Zaskoczeni Rosjanie zostali wyparci, po krótkim starciu batalion osiągnął północny skraj Zakrzowa. Pozornie zdobyto cel, ale na horyzoncie pojawiły się już rosyjskie czołgi. Aby nie zostać odciętym, niemiecki oddział zmuszony był wycofać się na pozycję wyjściową.
Major Mohr podjął jednak decyzję o kolejnym ataku, którego powodzenie miało zależeć tylko od zaskoczenia Rosjan. Udało się w ten sposób wyprzeć ich za linię kolejową. Mimo to sytuacja Niemców się pogarszała. Dochodziły informacje o wzmocnieniu sił po stronie radzieckiej i planowanym natarciu Rosjan. Wobec tych doniesień nocą z 15 na 16 lutego wojska niemieckie wycofały się niepostrzeżenie za linię Widawy. 16 lutego wojska radzieckie wdarły się do miejscowości i nie napotykając żadnego oporu, dotarły aż do Psiego Pola.

### Zakrzów po wojnie
Wieś nie odniosła znaczących zniszczeń wskutek działań wojennych. Właśnie dlatego w 1945 roku w Zakrzowie została ulokowana siedziba wójta i Urząd Gminy Zakrzów, w której skład obok samego Zakrzowa wchodziły Sybilin (dzisiejsze Szczodre), Gorlice (dziś osiedle Zgorzelisko), Wilczyce, Kiełczów, Kiełczówek, Domaszczyn, Mirków i Długołęka. Stan ten utrzymywał się do 1951 roku, czyli do chwil przyłączenia Zakrzowa do Wrocławia. Pierwszym po wojnie polskim sołtysem Zakrzowa był Józef Zgarłowski. Już w 1947 powstał we wsi klub sportowy Stal Zakrzów (dzisiejszy Polar Wrocław). W 1951 roku nastąpiło przyłączenie miejscowości do Wrocławia. W 1952 powołano do istnienia Zakłady Metalowe Zakrzów, późniejsze ZZSD Polar.
W czasach PRL zakład był największym producentem sprzętu AGD w kraju. Na potrzeby jego pracowników w latach osiemdziesiątych wybudowano osiedle bloków z wielkiej płyty przy drodze E67.
W czasach PRL osiedle nosiło miano Osiedla Moskiewskiego, a nazwy ulic pochodziły od nazw miast bloku wschodniego. Aktualnie osiedle nosi nazwę Osiedle im. Jana III Sobieskiego, a nazwy ulic są związane z patronem osiedla, chociaż niektóre ulice nieopodal osiedla zachowały swoje stare nazwy.
Do końca lat dziewięćdziesiątych Szkoła Podstawowa nr 41 na Zakrzowie mieściła się w dwóch budynkach przy ul. Okulickiego i Zatorskiej (W czasie II wojny światowej budynek przy ul. Zatorskiej zamieniono na szpital). Obecnie szkołę zlikwidowano; dzieci uczęszczają do szkoły podstawowej nr 44 na Osiedlu Sobieskiego wybudowanej w 1985 r., a w 1990 r. została nazwana imieniem Jana III Sobieskiego.
Budynki po szkole 41 przy ul. Zatorskiej zajmuje obecnie Szkoła Społeczna, oraz punkt kontaktowy redakcji „Zawidawieści” (gazeta finansowana jest ze środków EFS, nakład wynosi 2000 egzemplarzy) od października 2006 r. Drugi budynek przy ul. Okulickiego przejęła Fundacja Przyjazny Dom im. Stanisława Jabłonki. W budynku znajduje się Środowiskowy Dom Samopomocy oraz Zespół Mieszkań Chronionych. Ośrodek powstał m.in. za pieniądze Gminy Wrocław.
Osiedle zakrzowskie po powodzi w 1997 roku zanotowało wzrost inwestycji w sektorze budowlanym. Osiedle mimo bliskości rzeki Dobrej nie ucierpiało na skutek powodzi. Od zalania uchroniło między innymi wyższe położenie osiedla n.p.m. od osiedli znajdujących się bliżej centrum miasta. Od 4 sierpnia 2003 r. przy ul. Danuty Siedzikówny (dawniej Armii Ludowej) ma swoją siedzibę Krajowy Rejestr Długów Biuro Informacji Gospodarczej S.A. W dniu 18 listopada 2004 r. na mocy Uchwały Rady Miejskiej Wrocławia osiedle Zakrzów weszło w skład nowo utworzonej jednostki samorządowej zwanej Psie Pole Zawidawie.
W latach 90. XX wieku zostało zlikwidowane połączenie kolejowe na trasie Psie Pole – Trzebnica (Linia kolejowa nr 326). 20 września 2009 r. Marszałek województwa Dolnośląskiego Marek Łapiński wznowił połączenie dla przewozów osobowych na zamkniętej trasie. Połączenie jest obsługiwane przez autobusy szynowe oraz hybrydowe zespoły trakcyjne 36WEh Kolei Dolnośląskich. Kolejowy ruch towarowy w latach 90 XX wieku został skrócony do Zakrzowa do fabryki sprzętu AGD Polar. Komunikację autobusową obsługuje MPK Wrocław.

### Historia nazewnictwa Zakrzowa
Poniżej przedstawiona jest historia ewolucji nazwy osiedla
| Rok     | Obowiązująca nazwa    |
| 1253    | Zakrou                |
| 1271    | Zacrov                |
| 1279    | Sakrow                |
| 1300    | Sakrow                |
| 1302    | Zakrow                |
| 1318    | Sakorow               |
| 1335    | Sacrow                |
| 1374    | Sakrow                |
| 1413    | Zackraw               |
| 1417    | Sackeraw              |
| 1652    | Sackerau lub Sackarau |
| XVII w. | Sackraú               |
| 1901    | Sacrau                |
| 1941    | Sakrau                |
| 1945 –  | Zakrzów               |

## Podział Zakrzowa
- Stary Zakrzów
- Nowy Zakrzów – obejmuje bloki (osiedle) im. Jana III Sobieskiego

## Komunikacja zbiorowa
- linie autobusowe dzienne: 111, 128, 130, 150, 151, D
- linia autobusowa nocna: 241

## Urzędy i instytucje
- Fundacja Przyjazny Dom im. Stanisława Jabłonki
- Urząd pocztowy Wrocław 23
- Krajowy Rejestr Długów Biuro Informacji Gospodarczej SA
- Szkoła podstawowa nr 44 im. Jana III Sobieskiego
- Społeczna Szkoła Podstawowa Zakrzowskiego Stowarzyszenia Edukacyjnego „RODZINA”
- Rzymskokatolicka Parafia pw. św. Jana Apostoła

## Szlaki turystyczne
- Szlak dookoła Wrocławia im. doktora Bronisława Turonia
- Szlak rowerowy Bałtyk – Adriatyk[8]